# Tajnik (ptič)
Tajnik (znanstveno ime Sagittarius serpentarius) je velik in pretežno neleteč predstavnik ujed, ki živi v odprtih traviščih in savanah podsaharske Afrike. Prepoznaven je po izredno dolgih nogah, s katerimi potepta svoj plen in ga tako onesposobi. Ker nobena druga ujeda nima tako dolgih nog (sploh v razmerju s trupom) in ker je sivo-črna operjenost podobna, ga lahko na prvi pogled zamenjamo za žerjava, četudi vrat ni posebej dolg in ima zakrivljen kljun. Je edini predstavnik svojega rodu, ki ga uvrščamo v samostojno družino tajnikov (Sagittariidae).
Prehranjuje se z raznolikim živalskim plenom, tradicionalno pa je znan kot lovec na kače, zaradi česar ga ljudje večinoma sprejemajo z naklonjenostjo. Ima sloves neustrašnosti in bojevitosti, zato ga kot simbol uporablja več afriških narodov. Kljub temu ga ogroža izguba življenjskega prostora, zaradi krčenja populacije v zadnjih letih je opredeljen kot ranljiva vrsta po merilih Svetovne zveze za varstvo narave.

## Etimologija
Ime naj bi dobil po dolgih peresih v perjanici, ki spominjajo na peresa za pisanje oz. tajnike, ki so imeli včasih navado, da so si jih zatikali za ušesa. Po drugi razlagi je prišla beseda secretaire v francoščino kot popačenka arabske fraze saqr-et-tair – »ptič-lovec«. Slednja razlaga je manj verjetna, saj je ta besedna zveza v arabščini nekoliko nelogična.
Rodovno ime Sagittarius v latinščini pomeni »lokostrelec«, morda ker peresa na glavi spominjajo na puščice, vrstno ime serpentarius pa se nanaša na ptičevo spretnost pri lovu na plazilce.

## Telesne značilnosti
Je nezamenljiv, z velikim, orlovskim trupom na izredno dolgih nogah, na račun katerih doseže višino 1,3 m ali več. Tudi oblika glave je tipična za ujede, peruti pa so zaobljene. Telesna višina znaša 90 do 137 cm, dolžina telesa 112 do 152 cm in razpon peruti 191 do 220 cm. Primerki tehtajo 2,3 do 5 kg, običajno okrog 4 kg. K izjemni višini prispeva kost kračnica (tarsus) v stopalu, ki je dolga okrog 31 cm, pa tudi telesna dolžina presega ostale ujede, predvsem na račun 57 do 85 cm dolgega repa. Po drugi strani tajnikov vrat ni posebej dolg, zato se mora ptič pripogniti, kadar želi pobrati kaj s tal ali piti.
Po dolgih nogah, ki se končajo s čokatimi prsti s topimi kremplji, se ločijo od vseh ostalih ujed. Spodnji del nog je porasel z ojačanimi luskami, kar ga ščiti pred ugrizi kač.
Na daleč ali v letu spominja bolj na žerjava kot na ujedo. Srednji dve peresi repa sta podaljšani in v letu segata bolj nazaj od nog. Značilna so črna peresa na glavi, ki tvorijo neurejeno perjanico. Črna so tudi letalna peresa in perje po stegnih, medtem ko je večina krovnih peres sivih do belih. Zaradi črne operjenosti stegen se zdi, kot bi ptič nosil kratke hlače. Samci in samice so si zelo podobni, pri čemer imajo samci le nekoliko daljšo perjanico in repna peresa. Mladiče prepoznamo po rumeni koži na neoperjenem obrazu, ki je pri odraslih rdeča.

## Razširjenost
Tajnik je razširjen po vsej podsaharski Afriki od Mavretanije do Somalije ter južno do Rta dobrega upanja. Ni selivka, posamezne populacije pa se lahko klatijo na krajše razdalje v iskanju hrane. V normalnih okoliščinah ima par svoj stalen teritorij, ki ga agresivno brani pred drugimi tajniki. Velikost teritorija je odvisna od gostote populacije in dostopnosti hrane, običajno pa meri 20 do 500 km².
Pojavlja se v širokem razponu nadmorskih višin, od obalnih planjav do visokogorij. Preferirajo odprta travišča in savane, saj gostejše rastje v gozdovih ovira njihov način lova. Ponoči počivajo na akacijah, večino dneva pa prebijejo na tleh in se vrnejo na drevesa le tik preden se stemni.

## Vedenje in ekologija

### Prehrana
Za razliko od večine ujed tajniki ne letijo veliko, namesto tega lovijo plen peš. Odrasli lovijo v parih ali občasno v ohlapnih jatah, tako, da počasi hodijo naokrog in oprezajo za manjšimi živalmi. Prehranjujejo se z raznolikim plenom, med katerim so žuželke, manjši sesalci po velikosti od miši do zajcev in mungov, raki, kuščarice, kače, želve, manjši ptiči in ptičja jajca ter občasno mrhovina živali, ki so poginile v požarih. Večjih rastlinojedov se ne lotevajo, obstajajo pa anekdotična poročila o tajnikih, ki so uplenili mlade gazele in celo mladiče gepardov. V preteklosti so precenjevali pomen kač v prehrani vrste nasploh, kače imajo znaten pomen le lokalno, na nekaterih delih območja razširjenosti.
Imajo specializiran način lova, plen ubijejo ali vsaj onesposobijo s tem, da ga poteptajo in zbrcajo, največkrat to počnejo pri lovu na kuščarice in kače. Manjše živali onesposobijo neposredno z udarcem s kljunom in jih požrejo. Noge, ki so dvakrat daljše kot pri neletečih ptičih podobne mase, naj bi bile prilagoditev prav na ta način lova, pri samem premikanju pa so zaradi dolžine manj učinkovite. Tajniki pogosto s topotanjem po tleh preženejo plen iz gostega rastlinja, včasih pa tudi čakajo ob robu travniških požarov in planejo na manjše živali, ki poskušajo uiti ognju. Večje in nevarnejše živali, kot so strupenjače, poskusijo onesposobiti tako, da jim zlomijo hrbtenico s skokom za vrat. Plen večinoma požrejo v enem kosu, le občasno ga raztrgajo z nogami kot druge ujede.
Mladiče sprva hranijo s prebavljenimi in izbljuvanimi žuželkami neposredno v kljun, starejšim mladičem pa pustijo izbljuvane kose manjših sesalcev in plazilcev v gnezdu. Hrano za mladiče hranijo v golši. V primerjavi z drugimi velikimi afriškimi ptiči imajo razmeroma kratek prebavni trakt. Sprednji del prebavne cevi je prilagojen za prebavljanje večjih količin mesa v kratkem času, zato ni potrebe po daljšem črevesu, v katerem bi se hrana razkrajala dlje časa. Imajo raztegnjeno golšo, mlinček pa za razliko od drugih ptičev ni omišičen. Ker ne prebavljajo rastlinske hrane s fermentacijo, je njihovo debelo črevo brez slepiča.

### Razmnoževanje
Tajniki se združujejo v monogamne pare. Med dvorjenjem se postavljajo z letenjem visoko v zrak v valoviti črti in z grlenim krakanjem. Samci in samice se lahko med dvorjenjem lovijo tudi po tleh z dvignjenimi perutmi, podobna drža kot med lovom na plen. Običajno se parijo na tleh, včasih pa tudi v krošnjah akacij. Par ostane skupaj tudi po tistem, ko se mladič osamosvoji. Gnezda gradijo 5–7 metrov visoko v krošnjah akacij. Oba partnerja se zadržujeta v bližini skoraj pol leta preden samica izleže jajca. Gnezdo ima približno 2,5 m premera in 30 cm globine, zgrajeno je v obliki plitve kotanje iz paličic.
Samica izleže dve do tri ovalna, bledo zelena jajca. Vali jih v glavnem ona, na njih sedi približno mesec in pol dokler se ne izležejo mladiči. Med temi priložnostno prihaja do bratomora ali vsaj izobčenja; neposrednih dokazov za agresivnost med mladiči v gnezu sicer ni, a najmlajši od treh skoraj vedno pogine od lakote.
Puhasti mladiči pričnejo samostojno jesti v starosti 40 dni, a jih starši tudi po tem času še hranijo. Skrb za zarod prevzameta oba. Po dveh mesecih pričnejo plahutati s perutmi in se speljejo pri 65–80 dneh od izvalitve. Takrat preprosto skočijo iz gnezda, nakar se z opazovanjem staršev hitro naučijo lova in so kmalu po tem samostojni.

### Oglašanje
Oglašajo se malo, najpogosteje ob srečanju dveh ali več osebkov. Običajno grleno zakrakajo, čemur sledi glasen jek, včasih ob tem nagnejo glavo nazaj. Ta klic spustijo denimo med dvorjenjem v letu, med spopadi na tleh in ob vrnitvi enega od partnerjev v gnezdo. Starejši mladiči v gnezdu zakrakajo z nekoliko višjim tonom tudi v odziv na nevarnost. Partnerja se poleg tega v gnezdu včasih sporazumevata z nežnim kokodakanjem in tihimi žvižgi.
Mladiči sprva prosjačijo za hrano z nežnim čivkanjem, kasneje pa njihov repertoar obsega kokodakanje, cviljenje in trobljenje. Starejši mladiči, ki so ves čas lačni, se včasih tako oglašajo tudi vso noč.

### Naravni sovražniki
Odrasli nimajo znanih plenilcev, na mladiče pa prežijo vrani, čevljekljuni, večje sove in škarniki, saj so izpostavljeni na vrhovih akacij, kjer odrasli gradijo gnezda.

### Ogroženost
Vrsto v glavnem ogroža izguba habitata, zlasti zaradi pogozdovanja savan v komercialne namene in hitrejšega zaraščanja travišč, kjer lovi plen, kar je morda posledica naraščanja koncentracije CO2 v ozračju. Neposreden dejavnik smrtnosti so tudi udari v električne vode. Tajnik je od leta 1968 zaščiten po Afriški konvenciji o naravi in naravnih virih. Kljub grožnjam je še vedno pogost po večjem delu Afrike, v zaščitenih območjih in tudi na obdelanih površinah, kjer se namnožijo glodavci, ki prav tako predstavljajo njegov plen. Zaradi hitrejšega upada populacije v zadnjih letih ga Svetovna zveza za varstvo narave opredeljuje kot ranljivo vrsto.

## Taksonomija
Prvi zahodnjak, ki je opisal tajnika, je bil angleški ilustrator John Frederick Miller leta 1779. Kmalu ga je francoski prirodoslovec Johann Hermann v svojem delu Tabula Affinitatum Animalium uvrstil v lasten rod, leta 1935 pa so mu dodelili lastno družino, ločeno od vseh ostalih ujed, kar je kasneje potrdila tudi molekularna analiza.
Sodeč po filogenetski analizi je družina Sagittariidae starejša veja dnevno aktivnih ujed od kraguljev (Accipitridae) in sokolov (Falconidae), a mlajša od jastrebov Novega sveta (Cathartidae). Skrivnostni fosilni rod Eremopezus nekateri obravnavajo kot zgodnjega sorodnika tajnika, a je ta razlaga negotova, saj je tisti rod znan le po nekaj fosilnih fragmentih. Najzgodnejši potrjeno sorodni fosili pripadajo dvema vrstama iz rodu Pelargopappus, ki sta živeli v oligocenu in miocenu, a ne v Afriki, temveč na ozemlju današnje Francije. Imata noge, bolj podobne jastrebom, zato ni verjetno, da sta tajnikova prednika.

## Kulturne reference
Tradicionalno je tajnik v Afriki občudovan zaradi vpadljive podobe in dejstva, da lovi škodljivce ter nevarne živali, kar pa se z zatonom tradicionalne kulture v sodobnem času spreminja.
Kot simbol je vključen na grba Sudana in Republike Južne Afrike. Je tudi pogost motiv na poštnih znamkah, znanih je več kot sto izdaj od 36 izdajateljev znamk, vključno z Organizacijo združenih narodov in nekaterimi državami, kjer ptič sploh ne živi.